# 西隆寺

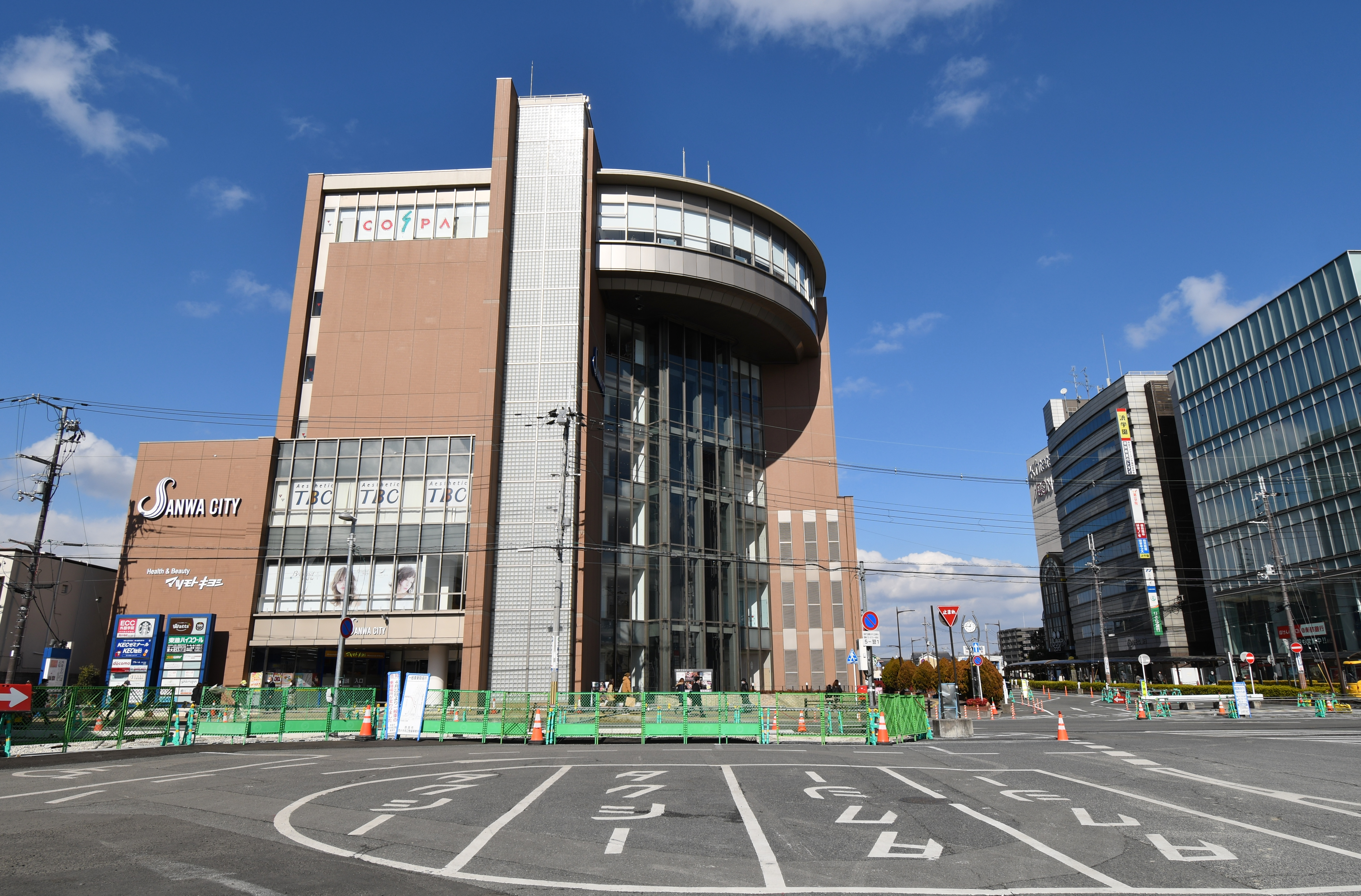
西隆寺 跡地付近左のサンワシティ西大寺付近に回廊南西隅（左下隅に西隆寺跡説明板）、右奥のならファミリー付近に回廊北東隅、間の道路付近に金堂跡が位置する。

西隆寺（さいりゅうじ）は、奈良県奈良市西大寺東町付近にあった古代寺院（尼寺）。跡地の史跡指定はされていない。出土木簡は国の重要文化財への指定が答申されている（官報告示を経て正式指定となる）。

## 概要
奈良盆地北部、西大寺北東の平城京右京一条二坊、現在のならファミリー・サンワシティ西大寺付近に位置した。奈良時代後期の770年頃に称徳天皇の意向で創建された尼寺で、創建当時は西大寺に続く格式を有した官寺であったが、その後は衰退し、鎌倉時代までには廃絶して田畑化している。
寺域では1971年度（昭和46年度）以降に発掘調査が実施されており、金堂・塔・回廊・厨・東門・南面築地塀などの遺構が検出されているが、未だ全容は詳らかでない。現在までに史跡整備は実施されておらず、一部の遺構のみ標示されている。

## 歴史

### 創建
西隆寺の創建については、『続日本紀』神護景雲元年（767年）8月29日条に「従四位上伊勢朝臣老人為造西隆寺長官」と見えることから、この年に造営が開始されたと推測される。また『日本三代実録』元慶4年（880年）5月19日には「令西大寺摂領西隆寺尼寺、此両寺、是高野天皇創建」と記載されており、西隆寺は尼寺であり、高野天皇（称徳天皇）による創建で西大寺の管理下にあったことが知られる。
寺域は平城京右京一条二坊の九・一〇・一五・一六坪の4町を占めるが、発掘調査によれば、西隆寺造営以前には寺地を四等分する形で南北・東西に道路（条坊小路）が通ったことが認められている。

### 古代
神護景雲2年（768年）、藤原仲麻呂の越前国旧領・仲麻呂の娘婿である藤原御楯の田地など300町が施入された。
宝亀2年（771年）には、僧綱印および大安寺など12寺の印が鋳造されて各寺に分配されたと見え、そのうちに西隆寺も含まれている。また宝亀9年（778年）には、皇太子の病平癒の祈願のため東大寺・西大寺・西隆寺の3寺が誦経している。
長承3年（1134年）の『南寺敷地図帳案』では寺地が記載されている。
その後の変遷は不詳。鎌倉時代の建長3年（1251年）の『西大寺々領検注帳』では西隆寺寺地が田畠として記されていることから、13世紀前半には廃絶したと推測される。

### 近代以降
近代以降の変遷は次の通り。
- 1971-1972年度（昭和46-47年度）、発掘調査。金堂・塔・東門・築地塀などの中枢部を確認（西隆寺跡調査委員会、1976年に報告書刊行）[4]。
- 1990-1991年度（平成2-3年度）、西大寺一条線街路整備事業に伴う発掘調査（奈良国立文化財研究所、1993年に報告書刊行）[4]。
- 1993年度（平成5年度）、不動産会社社屋建設に伴う発掘調査（奈良国立文化財研究所、1994年に概報刊行）[4]。
- 1998-1999年度（平成10-11年度）、都市計画道路建設に伴う発掘調査（奈良市教育委員会、2001年に報告書刊行）[4]。

## 遺構

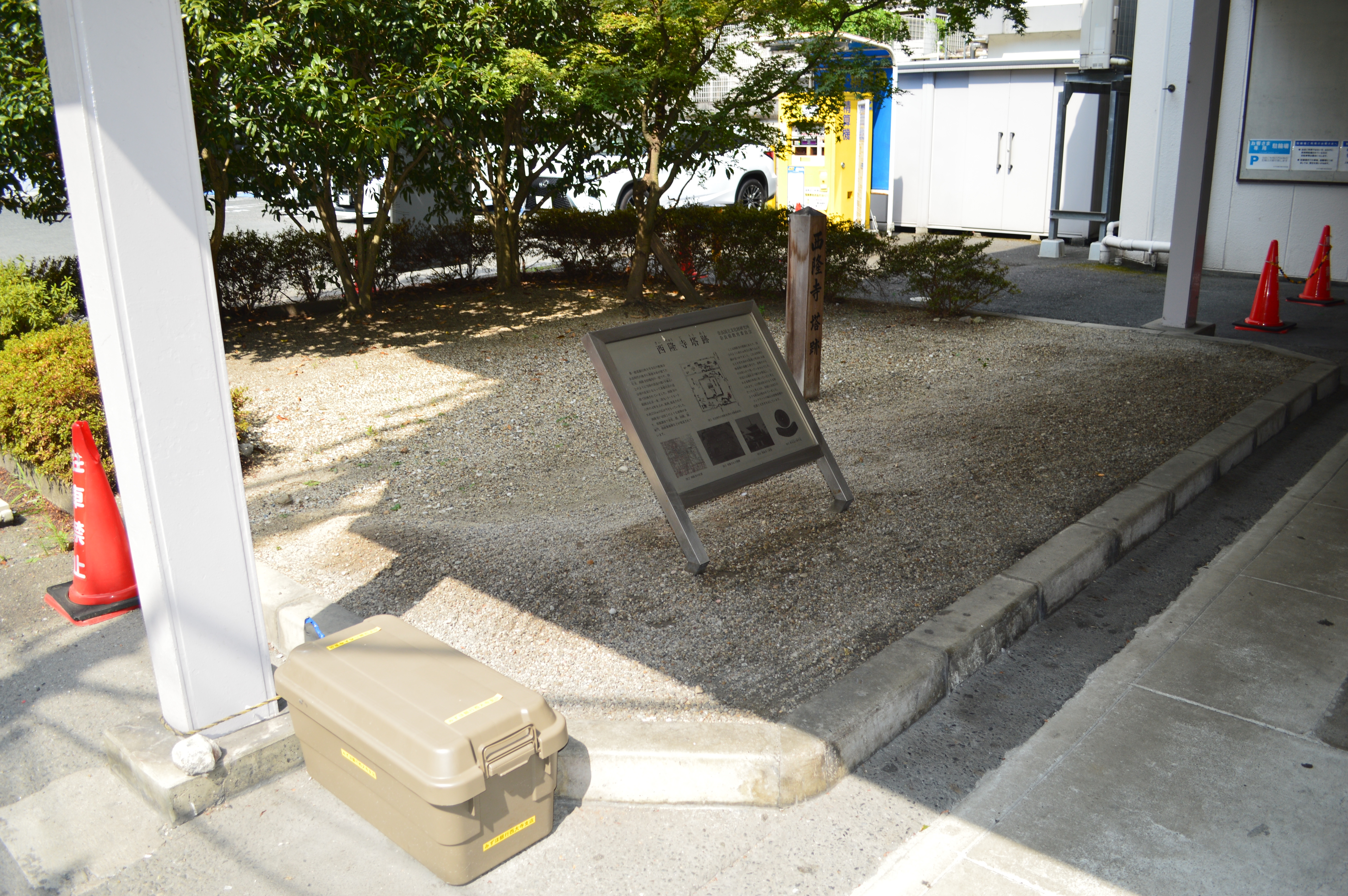
塔跡

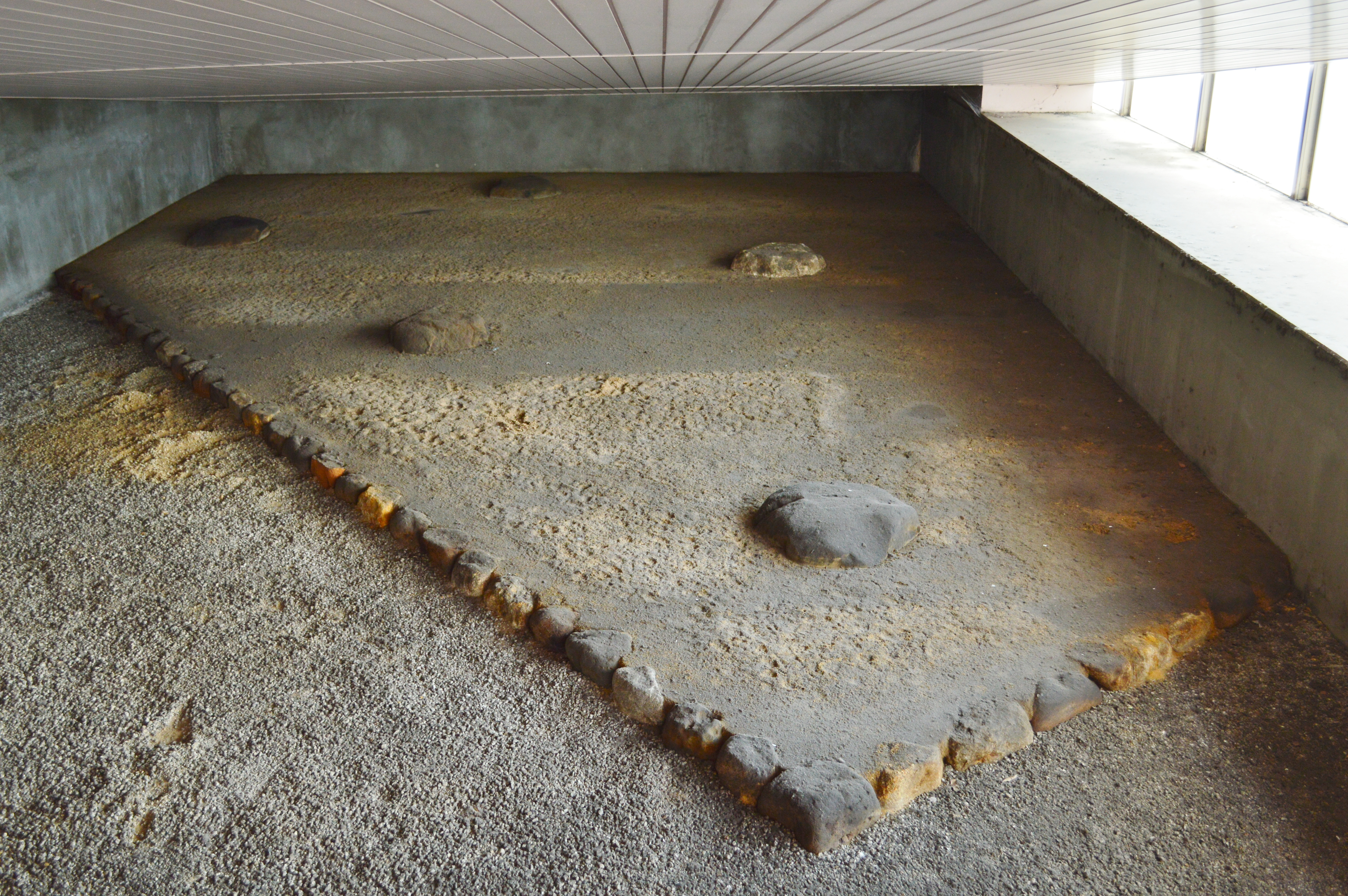
回廊跡北東隅

寺域は、長承3年（1134年）の『南寺敷地図帳案』によれば平城京右京一条二坊の九・一〇・一五・一六坪の4町で、東西約250メートル・南北約250メートルを測る。「西大寺旧蔵古絵図」（宝亀11年の絵図を江戸時代に模写）によれば、一条大路に接して南門（南大門）が開かれ、主要伽藍として南門・中門・金堂・講堂が南から一直線に配され、南東に塔が配される。中門左右からは回廊が出て、金堂を取り囲む（回廊外の北側に講堂）。発掘調査では金堂・塔・回廊・厨・東門・南面築地塀などの遺構が確認されている。遺構の詳細は次の通り。
金堂
本尊を祀る建物。寺域中央南寄りに位置する（現在のならファミリー・サンワシティ西大寺間の道路付近）。基壇は後世に大きく削平を受けている。基壇上建物は東西七間・南北四間と推定される。
塔
釈迦の遺骨（舎利）を納めた塔。寺域南東に位置し（現在のみずほ銀行西大寺支店付近）、築地塀で区画されて塔院を形成する。基壇は後世に削平されているが、発掘調査では基壇構築前の掘込地業が検出されており、一辺約6メートルを測る。また付近では基壇化粧に使用されたと見られる凝灰岩片が散乱する。基壇上建物は絵図によれば三重塔であるが、基壇の規模からは非常に小さい塔である点で特筆される。
回廊
屋根付きの廊下で、中門左右から出て金堂を取り囲む。複廊式回廊で、基壇化粧は瓦積基壇。北東隅中央の礎石据付穴の下からは甕が検出されており、中からは地鎮具と見られる和同開珎などの銅銭が出土している。
食堂
僧が食事をする建物。寺域北東に位置し、建物数棟とともに築地塀で区画されて食堂院を形成する。
東門
寺域東端中央、西二坊坊間路に開かれた門。三間一戸の門で、礎石が遺存した。
中門・南門は後世に削平を受けているため、遺構としては確認されていない。寺域からの出土品としては、多量の瓦のほか、文字資料として木簡・墨書土器や、土馬・削掛け・木盤・塼仏などがある。
なお寺域での発掘調査では、西隆寺造営以前の条坊小路・掘立柱建物跡が確認されているほか、弥生時代・古墳時代の土器が出土している。

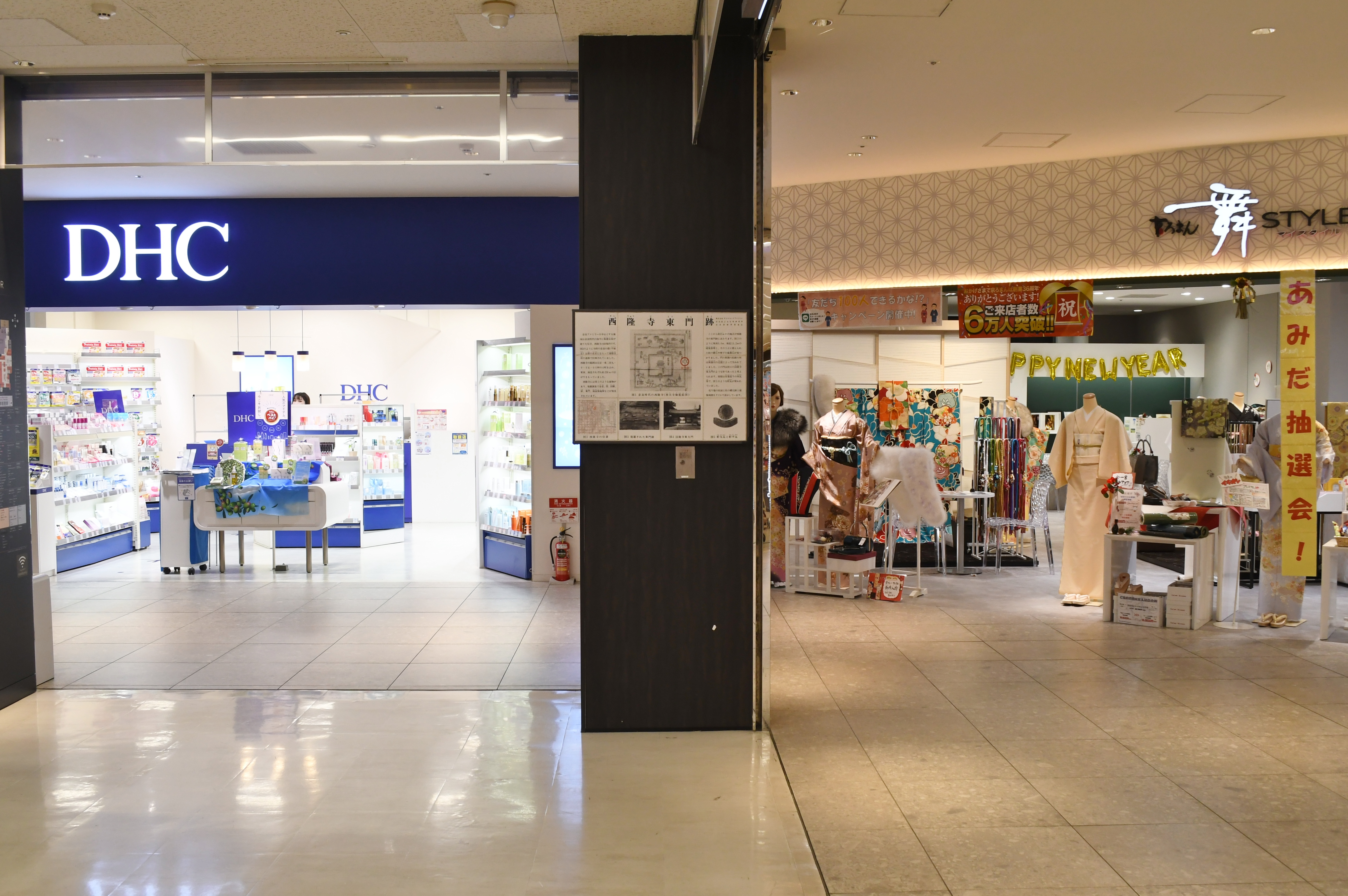
東門跡（ならファミリー内）

## 関連文献
（記事執筆に使用していない関連文献）
- 調査報告書
  - 奈良国立文化財研究所編 編『西隆寺発掘調査報告書』西隆寺跡調査委員会、1976年。 - リンクは奈良文化財研究所「全国遺跡報告総覧」。
  - 『西隆寺発掘調査報告書（奈良国立文化財研究所学報52）』奈良国立文化財研究所、1993年。 - リンクは奈良文化財研究所「全国遺跡報告総覧」。
  - 「西隆寺旧境内の調査」『1993年度平城宮跡発掘調査部発掘調査概報』奈良国立文化財研究所、1994年。 - リンクは奈良文化財研究所「全国遺跡報告総覧」。
- 現地説明会資料
  - 『西隆寺旧境内 平城第209次調査  現地説明会資料』奈良文化財研究所、1989年。 - リンクは奈良文化財研究所「全国遺跡報告総覧」。
  - 『西隆寺発掘調査（平城宮跡第219次・第221次発掘調査） 現地説明会資料』奈良文化財研究所、1991年。 - リンクは奈良文化財研究所「全国遺跡報告総覧」。